# Лю Гочжун
Лю Гочжун (кит. 刘国中; род. июль 1962, Ванкуй, провинция Хэйлунцзян) — китайский государственный и политический деятель, четвёртый по рангу вице-премьер Госсовета КНР (с 2023 года).
Член Политбюро Центрального комитета Компартии Китая 20-го созыва, член ЦК КПК 19 и 20-го созывов.
Ранее секретарь партийного комитета КПК провинции Шэньси (2020—2022).
Начинал карьеру в провинции Хэйлунцзянь, затем работал во Всекитайской федерации профсоюзов, был заместителем партийного секретаря Сычуани. Губернатор провинций Цзилинь и Шаньси с 2016 по 2020 год.

## Биография
Родился в июле 1962 года в уезде Ванкуй, провинция Хэйлунцзян.
Вступил в Коммунистическую партию Китая в ноябре 1986 года.
Поступил и учился в Нанкинском технологическом институте по специальности проектирования и производства взрывателей для артиллерийских систем. Получил учёную степень в Харбинском технологическом институте.
Политическую карьеру Лю Гочжун начал в Главном управлении правительства провинции Хэйлунцзян. Работал на должности заместителя директора по исследованиям и секретарём парткома городского округа Хэган, затем был назначен членом Постоянного партийного комитета КПК Хэйлунцзяна, позже стал секретарём (главой) партийного комитета провинции. В сентябре 2011 года получил пост вице-губернатора Хэйлунцзяна.
В октябре 2013 года назначен членом секретариата Всекитайской федерации профсоюзов.
В феврале 2016 года Лю Гочжун был переведён на пост заместителя секретаря партийного комитета КПК провинции Сычуань, а уже через десять месяцев получил назначение исполняющим обязанности губернатора провинции Цзилинь. 19 января 2017 года Народное собрание представителей провинции утвердило Лю в губернаторской должности.
В декабре 2017 года назначен заместителем секретаря партийного комитета КПК провинции Шэньси, позже став губернатором этой провинции. В июле 2020 года Лю Гочжун занял должность секретаря (главы) партийного комитета КПК провинции Шэньси, сменив прежнего главу Ху Хэпина.
В октябре 2022 года избран членом Политбюро ЦК Коммунистической партии Китая 20-го созыва.
12 марта 2023 года на 5-м пленарном заседании 1-й сессии Всекитайского собрания народных представителей 14-го созыва утверждён в должности четвёртого по рангу вице-премьера Государственного совета КНР в кабинете премьера Ли Цяна.